# Полторацкий, Марк Фёдорович
Марк Фёдорович Полтора́цкий (17 [28] апреля 1729, Черниговский полк Гетманщины —  16 (27) апреля 1795, Санкт-Петербург) — русский оперный певец (баритон), придворный певчий императрицы Елизаветы Петровны, действительный статский советник, основатель дворянской фамилии Полторацких.

## Биография
Отец — Фёдор Филиппович Полторацкий — был малоземельным казаком в сотенном городке Сосница Черниговского полка, где принял сан священника. В период гетманства Даниила Апостола 17 (28) апреля 1729 года в его семье родился сын Марк. Мальчик рос смышлёным, любознательным, и отец определил его в «латинские школы» Чернигова, в которых тот проучился четыре года. Потом его учёба продолжилась в стенах Киево-Могилянской академии. С детства он обладал красивым голосом и, будучи студентом, пел в академическом хоре.
В 1744 году голос Марка услышал граф Алексей Разумовский (сам в прошлом певчий), сопровождавший императрицу Елизавету Петровну в её поездке на Украину. Через год юноша простился со своими киевскими однокашниками и «определился» в Санкт-Петербург для певческой службы в хоре при императорском дворе. Карьера Марка складывалась удачно, вскоре он был назначен «уставщиком» придворного хора.
В 1750 году первым из славян зачислен в итальянскую оперную труппу, выступал под именем «Марко Портурацкий». В 1753 году он был произведён в чин бунчукового товарища, а через несколько месяцев — в полковники. Тогда же был назначен регентом Придворной певческой капеллы и пожалован большими имениями в Малороссии. С именными указами императрицы неоднократно ездил отбирать лучшие голоса на Украину. 
При императрице Екатерине II около 1765 года он был назначен директором Придворной певческой капеллы, переименован в статские советники и получил потомственное дворянство; 6 августа 1783 года был произведён в действительные статские советники.
Состоял членом Императорского Вольного экономического общества.
Умер 16 (27) апреля 1795 года в Петербурге; похоронен на Лазаревском кладбище Александро-Невской лавры (IX уч., Радищевская дорожка).

## Имения
В 1740-х годах Полторацкий приобрёл сельцо Грузины Новоторжского уезда Тверской губернии. От усадьбы Полторацких сохранились главный дом с флигелями, служебный корпус, кузница, погреб, валунный мост, пейзажный парк, каменные жилые крестьянские дома (21 дом). 
В 1790 г. в селе Красном Старицкого уезда Тверской губернии действительным статским советником Марком Фёдоровичем Полторацким была заложена Преображенская церковь — довольно точная копия столичной Чесменской церкви.

## Семья
Первым браком М. Ф. Полторацкий был женат на дочери богатого купца Шемякина. Овдовев, взял в жёны дочь небогатых дворян Тверской губернии, Агафоклею Александровну Шишкову (29.06.1737—12.10.1822), которой в то время не было ещё и 15 лет. Она «умело распоряжалась громадным богатством и большим хозяйством, держа в ежовых рукавицах челядь, родню и кучу уже переженившихся детей». Анна Керн вспоминала, что её бабушка не умела ни читать, ни писать, но вместе с тем была «умна и распорядительна». В семье было 22 ребёнка.
- Алексей Маркович (1759—1843), тверской губернский предводитель дворянства, вторым браком (с 30 апреля 1823 года) женат на фрейлине двора Варваре Дмитриевне Киселёвой (1797—1859), сестре графа П. Д. Киселёва
- Дмитрий Маркович (1761—1818) — известный коннозаводчик, владелец усадьбы Авчурино, блестяще окончил Штутгартский университет, служил при русском посольстве в Лондоне
- Фёдор Маркович (1764—1858) — владелец мебельной, бумажной и суконной фабрик, сахарного и винокуренного заводов в слободе Чернянка Курской губернии. С 1788 года первым браком был женат на Варваре Афанасьевне Брянчаниновой, вторым с 1801 года — на Елизавете Францевне Бениони, француженке.
- Александр Маркович (1766—1839) — управляющий Петербургским монетным двором
- Павел Маркович (1768—1827)
- Елизавета Марковна (1768—1838), жена А. Н. Оленина, обустроила под Петербургом усадьбу «Приютино», воспетую К. Батюшковым
- Пётр Маркович (1775 — после 1851), дочь — пушкинская муза Анна Керн, служил при русском посольстве в Швеции.
- Агафоклея Марковна (1776—1840), жена генерал-майора А. Д. Сухарева, наследница мызы Косая Гора
- Варвара Марковна (1778—1845), жена Дмитрия Борисовича Мертваго
- Константин Маркович (1782—1858) — генерал-лейтенант, участник войн с Наполеоном, ярославский губернатор
- Егор Маркович

По свидетельствам современников, молодые Полторацкие получили прекрасное воспитание, были людьми вполне светскими, владели европейскими языками, знали литературу, музицировали. О многом говорит их круг общения. Это Г.Р.Державин, Н.А.Львов, Н.М.Карамзин, В.П.Стасов. Большая дружба связывала Полторацких и с А. С. Пушкиным.